# Chery Karry
Chery Karry (в деяких країнах називається Chery A18) - комерційний фургон від китайського автовиробника Chery. Раніше планувалася поява в Україні.
Вперше автомобіль був представлений в листопаді 2006 року на Міжнародній автомобільній виставці в Пекіні як поліцейська машина.
Серійне виробництво Chery Karry почалося з 15 березня 2007 року.
Chery A18 Karry - вантажопасажирський автомобіль типу фургон з можливістю організації 3-го ряду місць для пасажирів (місткість - до 7 осіб). Автомобіль був створений спільно з італійськими інженерами фірми Prototipo. Karry може використовуватися не тільки для перевезення пасажирів і вантажів, але і як машина аварійної або технічної служби.